# Comuna Novi Cervîșcea, Kamin-Kașîrskîi
Novi Cervîșcea (în ucraineană Нові Червища) este o comună în raionul Kamin-Kașîrskîi, regiunea Volînia, Ucraina, formată din satele Novi Cervîșcea (reședința) și Rudka-Cervînska.

## Demografie
Componența lingvistică a satului Novi Cervîșcea
     Ucraineană (99,67%)
     Alte limbi (0,34%)
Conform recensământului din 2001, majoritatea populației satului Novi Cervîșcea era vorbitoare de ucraineană (99,67%), existând în minoritate și vorbitori de alte limbi.